# Erysiphe cruciferarum
Erysiphe cruciferarum är en svampart som beskrevs av Opiz ex L. Junell 1967. Erysiphe cruciferarum ingår i släktet Erysiphe och familjen Erysiphaceae.  Arten är reproducerande i Sverige. Inga underarter finns listade i Catalogue of Life.